# Medvode község
Medvode község (szlovén nyelven Občina Medvode) Szlovénia 212 alapfokú közigazgatási egységének, azaz községének egyike a Közép-Szlovénia statisztikai régióban. Adminisztratív központja Medvode város. A község a történelmi Felső-Krajna régió része. A községet 1994-ben alapították.

## A községhez tartozó települések
A községhez Medvode székhelyen kívül a következő települések tartoznak:
- Belo
- Brezovica pri Medvodah
- Dol
- Dragočajna
- Golo Brdo
- Goričane
- Hraše
- Ladja
- Moše
- Osolnik
- Rakovnik
- Seničica
- Setnica
- Smlednik
- Sora
- Spodnja Senica
- Spodnje Pirniče
- Studenčice
- Tehovec
- Topol pri Medvodah
- Trnovec
- Valburga
- Vaše
- Verje
- Vikrče
- Zavrh pod Šmarno Goro
- Zbilje
- Zgornja Senica
- Zgornje Pirniče
- Žlebe

## Népesség
| Lakosok száma | 14 974 | 15 274 | 15 650 | 15 708 | 15 850 | 15 979 | 16 123 | 16 346 | 16 651 | 16 781 |
|               | 2008   | 2009   | 2011   | 2012   | 2013   | 2015   | 2016   | 2017   | 2019   | 2020   |